# Odontoloma pygidiale
Odontoloma pygidiale är en skalbaggsart som beskrevs av Louis Albert Péringuey 1901. Odontoloma pygidiale ingår i släktet Odontoloma och familjen bladhorningar. Inga underarter finns listade i Catalogue of Life.